# Harada Naoki
Naoki Harada (原田 直樹 (Nguyên-Điền Trực-Thụ) Harada Naoki, sinh ngày 5 tháng 8 năm 1991) là một cầu thủ bóng đá người Nhật Bản thi đấu cho Zweigen Kanazawa.

## Sự nghiệp
Naoki Harada gia nhập câu lạc bộ J3 League; Zweigen Kanazawa năm 2014. Năm 2016, anh ra mắt ở Cúp Hoàng đế Nhật Bản.

## Thống kê câu lạc bộ
Cập nhật đến ngày 11 tháng 12 năm 2016.
| Thành tích câu lạc bộ | Thành tích câu lạc bộ | Thành tích câu lạc bộ | Giải vô địch | Giải vô địch | Cúp                   | Cúp                   | Tổng cộng | Tổng cộng |
| Mùa giải              | Câu lạc bộ            | Giải vô địch          | Số trận      | Bàn thắng    | Số trận               | Bàn thắng             | Số trận   | Bàn thắng |
| Nhật Bản              | Nhật Bản              | Nhật Bản              | Giải vô địch | Giải vô địch | Cúp Hoàng đế Nhật Bản | Cúp Hoàng đế Nhật Bản | Tổng cộng | Tổng cộng |
| --------------------- | --------------------- | --------------------- | ------------ | ------------ | --------------------- | --------------------- | --------- | --------- |
| 2014                  | Zweigen Kanazawa      | J3 League             | 0            | 0            | 0                     | 0                     | 0         | 0         |
| 2015                  | Zweigen Kanazawa      | J2 League             | 0            | 0            | 0                     | 0                     | 0         | 0         |
| 2016                  | Zweigen Kanazawa      | J2 League             | 0            | 0            | 2                     | 0                     | 2         | 0         |
| Tổng cộng sự nghiệp   | Tổng cộng sự nghiệp   | Tổng cộng sự nghiệp   | 0            | 0            | 2                     | 0                     | 2         | 0         |